# Свободу детям (организация)
Свободу детям (англ. Free the Children; англ. FTC), Дети способны дать свободу своим сверстникам (англ. Kids Can Free the Children) — канадская некоммерческая организация — крупнейшая в мире международная сеть детских организаций, оказывающих помощь детям.

## Организация
«Свобода детям» ведёт свою историю с детской организации, созданной в 1995 году, основателями которой стали братья Крейг и Марк Килбургеры.
Штаб-квартира (международный офис) организации расположена в Торонто (Канада).
Управление сети распределённое — в каждой стране (регионе), где открыто представительство, существуют собственные Советы Директоров и управление структурой.
Организация «Свободу детям» специализируется на помощи детям и подросткам в беднейших странах мира.
Как указано на сайте организации, её целями является «расширение прав и возможностей молодых людей для устранения барьеров, которые мешают им быть активными гражданами своей страны и мира».
Под эгидой «Свободы детям» реализуется несколько масштабных проектов по строительству школ, а также развития регионов мира, в частности обеспечения их питьевой водой, здравоохранением, санитарией и питанием.
«Свобода детям» осуществляет пропаганду своей деятельности, устраивая масштабные мероприятия с участием знаменитостей (We Day).
В частности «послами» организации являются: Нина Добрев, Натали Портман, Нелли Фуртадо, группа Hedley, Деми Ловато, Ричард Брэнсон, Миа Фэрроу, Мартин Шин, Джейсон Мраз, Келли Кларксон и другие лица.
Первоначально организация финансировалась за счёт детей под лозунгом: «дети помогают детям».
Позже к её финансированию подключились «взрослые организации» и частные лица, предоставляя гранты и помощь в другой форме.
На 2015 год сбором средств для Free the Children занималось более тысячи человек.
Корпоративными партнёрами организации являются Amway, BlackBerry, Campbell Soup, Microsoft, Potash Corporation of Saskatchewan, Royal Bank of Canada и другие компании.
Основанная братьями Крейгом и Марком Килбургерами компания Me to We половину своей прибыли перечисляет «Свободе детям».

## История
В 1995 году, будущий создатель организации, тринадцатилетний Крейг Килбургер, рассматривая комиксы в газете Торонто Стар, наткнулся на статью о своём сверстнике Икбале Масихе из Пакистана.
В четырёхлетнем возрасте тот был фактически продан в рабство, из которого бежал и смог поведать миру свою историю.
Из-за этого Икбал Масих вскоре был убит при невыясненных обстоятельствах.
Крейга впечатлила история своего сверстника, и он решил как можно больше узнать о правах человека и их соблюдении в мире.
Килбургер уговорил родителей отпустить его в поездку по Юго-Восточной Азии вместе с канадским правозащитником, где своими глазами увидел условия, в которых там трудятся дети.
Вернувшись домой, он уговорил своих одноклассников создать детскую организацию, которая позже превратилась в крупнейшую в мире сеть детских организаций «Свободу детям» (англ. Free the Children).
Крейг сформулировал цель «Свободы детям» следующим образом: «Освободить детей от нищеты. Освободить от эксплуатации. Разъяснить детям, что они могут добиться перемен, которые способны изменить их положение».
Первое время дело не заладилось и финансовое положение организации быстро пришло в упадок.
Ей пришлось отказаться от съёмных офисов и вернуться в родительский дом.
Именно в этот момент на выручку пришёл старший брат Крейга, Марк Килбургер.
Марк в это время уже обучался в Гарварде, но в тяжёлый момент решил поддержать брата в его начинаниях, отклонив заманчивое предложение от Уолл-стритта и выступил сооснователем организации.
В тот момент пришлось несколько изменить миссию организации, вместо борьбы с рабством она стала заниматься развитием образования в беднейших странах и обеспечением возможности обучения для детей.
Подобные цели стали более понятными для спонсоров, организация практически мгновенно получила признание и её рост был очень стремительным.
Тем не менее, организация неоднократно сталкивалась с практическими проблемами, благодаря которым уточнялись и развивались цели её деятельности.
В 2007 году «Свобода детям» и «Ангельская сеть Опры» (англ. Oprah's Angel Network, проект Опры Уинфри) стали партнёрами.

## Показатели деятельности
На 2008 год в сети «Свободу детям» участвовало более миллиона детей из 45 стран.
На тот момент группа «Свободу детям» построила более 500 школ.
Кроме того, в партнёрстве с «Ангельской сетью Опры» ещё 55 школ в 12 странах.
В 2009 году организации удалось собрать 15 683 212 долларов США в Канаде и более 8 млн долларов в США.
На тот момент в головном офисе в Торонто работало уже 129 человек.
На 2013 год дети, участвующие в организации «Свободу детям», «собрали средства на строительство сотен школ в развивающихся странах, направили миллионы долларов на оказание медицинской помощи местным детям и разработали программы, позволяющие выбирать жизненный путь, альтернативный тяжёлому, изнурительному физическому труду или участию в боевых действиях».
На 2015 год в сети «Свободу детям» принимало участие уже более 1,7 млн человек.
Они собрали средства на постройку более 650 школ, в которых ежедневно обучалось более 55 000 детей.
Осуществляли проекты в области поставки питьевой воды, обеспечив доступ к ней для 1 млн человек, здравоохранения, передав нуждающимся медикаментов на 16 млн долларов США, трудоустройства, обеспечив 30 000 деревенских женщин новым источником доходов, и пищевой безопасности для более чем миллиона людей на планете.

## Критика
Критики обвиняют «Свободу детям» в излишней нравоучительности и корпоративности, привнесении в другие страны западной колонизаторской культуры.
Другие уличают создателей «Свободы детям» в излишней рекламе своего социального предприятия We to Me, например, вставкой кадров о нём в ролики организации.